# Fall Kemal C.
Der Fall Kemal C. war ein Polizeieinsatz im Juni 1989 in Essen, bei dem ein 13-jähriger Jugendlicher von Beamten der Polizei in Notwehr erschossen wurde, nachdem er mit einer von einem Polizeibeamten geraubten Dienstwaffe mehrfach auf Polizisten geschossen hatte. Nach einem von ihm verschuldeten Verkehrsunfall mit Fahrerflucht war es zu einer Verfolgung des Jugendlichen durch den Ortsteil Essen-Frohnhausen gekommen. Im Anschluss geriet die Essener Polizei unter politischen Druck.

## Verlauf der Ereignisse
Am Nachmittag des 30. Juni 1989 fuhren der 13-jährige Kemal C. und sein 16-jähriger Beifahrer auf einem unangemeldeten Kleinkraftrad durch den Ortsteil Frohnhausen. Gegen 16:30 Uhr kollidierten die Jugendlichen mit einem PKW der Fahrzeugmarke BMW, wobei das Fahrzeug leicht beschädigt wurde. Kemal C. flüchtete mit dem motorisierten Zweirad, während sein Beifahrer an der Unfallstelle blieb. Kurz darauf wurde der 13-Jährige von einem Streifenwagen der Polizei angehalten. Als die Beamten die Personalien des Jugendlichen aufnahmen, setzte dieser unerwartet seinen Sturzhelm gegen die Streifenpolizisten als Waffe ein und versuchte, zu Fuß zu flüchten. Nachdem Kemal C. erneut gestellt wurde, kam es zu einem Handgemenge zwischen ihm und einem der beiden Polizeibeamten. Im Verlauf der Auseinandersetzung ging ein Polizeibeamter mit dem Jugendlichen zu Boden. Dabei zog Kemal C. die Dienstwaffe des Beamten aus dem Holster. Darauf löste sich ein Schuss, woraufhin der Polizeibeamte einen Kreislaufzusammenbruch erlitt. Der Jugendliche nutzte die Gelegenheit, um in Richtung der Bahnstrecke Dortmund–Duisburg zu flüchten. Bei seiner Flucht schoss der Jugendliche in Richtung einer weiteren Streifenwagenbesatzung ohne zu treffen. Die Meldung über die Flucht des bewaffneten Jugendlichen im Polizeifunk löste einen Großeinsatz aus, an dem schließlich 50 Polizeibeamte, darunter vier Beamte des Sondereinsatzkommandos (SEK), beteiligt waren. Des Weiteren kamen zwei Polizeihubschrauber zum Einsatz. Die Verfolgung des Jugendlichen erstreckte sich hauptsächlich entlang und über die Bahnlinie zwischen dem Bahnhof Essen West und dem Bahnhof Essen-Frohnhausen.
Im Verlauf der Verfolgung flüchtete Kemal C. über die Gleise der Bahnstrecke Dortmund–Duisburg in Richtung des damals noch vorhandenen Stellwerks am Bahnhof Essen West. Als der Jugendliche die Bahnlinie in Höhe der Berliner Straße überquerte, wurde mehrfach auf ihn geschossen. Allerdings verfehlten ihn die Projektile. Kemal C. kletterte über eine Mauer, hinter der sich eine Kleingartenanlage befand. Dort versteckte sich der Jugendliche. Die Kleingartenanlage grenzte an das Gelände des ehemaligen Stellwerks und lag zwischen den Schienen und der Berliner Straße. Die Anlage bestand aus sechs Gärten, welche seitlich von einer an das Grundstück angrenzenden Brücke und von der Straße vor dem Grundstück aus eingesehen werden konnten. Ferner war es möglich, von mehreren Miethäusern an der Oberdorfstraße, Röntgenstraße und Busehofstraße aus das Grundstück zu überschauen. Die zahlreichen Möglichkeiten, die Anlage zu betrachten, ermöglichten es einer großen Menge Schaulustiger, den Polizeieinsatz zu verfolgen, was ein erhebliches Risiko darstellte, da bereits geschossen wurde und der bewaffnete Jugendliche sich in der Kleingartenanlage versteckt hatte. Die Polizei hatte Probleme, die Schaulustigen zurückzudrängen, die sich bei der Umstellung des Grundstücks bis zu zwanzig Meter hinter den Beamten befanden. Als Kemal C. unerwartet auf das Dach eines Gartenhauses stieg, wurde er laut Polizeiangaben aufgefordert, stehen zu bleiben. Der in unmittelbarer Nähe wohnende Besitzer des Gartens, in dem sich der Jugendliche versteckte, hatte im Vorfeld den Polizeibeamten den Laubenschlüssel ausgehändigt und versichert, dass es keine Möglichkeit gebe, aus der verwinkelten Anlage zu flüchten. Laut Polizeiangaben zielte der Jugendliche in Richtung der Polizisten und der Schaulustigen, die den Polizeieinsatz von der Straße aus beobachteten. Der Jugendliche habe die Waffe dann auf die Beamten gerichtet, kurz nachdem er aufgefordert wurde, stehen zu bleiben. Daraufhin wurden sechs Schüsse auf den Jugendlichen abgegeben, von denen fünf trafen. Der 13-Jährige wurde aus einer Entfernung von circa fünfzehn Metern in den linken Arm, ins Bein, ins Gesäß und von einer Kugel in den Rücken getroffen. Er stürzte vom Dach in einen Laubenhof, wo er zunächst für die Einsatzkräfte nicht sichtbar liegen blieb. Als sechzig Minuten später eine Gruppe SEK-Beamter in den Garten eindrang, fanden sie die Leiche des Jugendlichen. Der zum Tode führende Schuss hatte die rechte Thoraxhälfte durchdrungen. Kemal C. starb an inneren Blutungen.
Angaben der Polizei und des ermittelnden Staatsanwalt zufolge schossen die Polizisten in Notwehr. Laut Polizei war der Schutz der vielen Schaulustigen einer der Hauptgründe, der den finalen Rettungsschuss rechtfertigte. Ein weiterer Grund für die Entscheidungen während des Polizeieinsatzes war, dass der Jugendliche von den Einsatzkräften aufgrund seiner Größe für älter eingeschätzt wurde und man nicht davon ausging, einen so jungen Straftäter zu verfolgen. Im Nachhinein wurde festgestellt, dass das Magazin der Waffe zu diesem Zeitpunkt bereits leer war. Vermutlich waren mehrere Patronen aus der Waffe gefallen, als der Jugendliche sie bei der Verfolgung durchgeladen hatte. Zwei weitere Patronen wurden bei der anschließenden Obduktion in seinen Hosentaschen gefunden.

## Folgen
Der Tod des 13-Jährigen Aufbaugymnasiasten sorgte in der Region Rhein-Ruhr und vereinzelt auch in anderen Bundesländern für Betroffenheit. Es stellte sich die Frage wie der Polizeieinsatz derartig eskalieren konnte. Darüber, dass der Jugendliche die Situation selbst verschuldet hat, gab es im Nachhinein keinen Zweifel. Allerdings lösten Widersprüche zwischen der Version der Polizei und mehrerer Zeugen eine öffentliche Debatte über die Verhältnismäßigkeit des Polizeieinsatzes aus. Dass der ermittelnde Staatsanwalt bereits kurz nach dem Tod des 13-Jährigen das Verhalten der Polizeibeamten rechtfertigte, sorgte ebenfalls für öffentliche Kritik. In den Tageszeitungen Westdeutsche Allgemeine Zeitung und Neue Ruhr Zeitung wurde einerseits über einen Amoklauf des Jugendlichen berichtet, andererseits  wurde die Essener Polizei beschuldigt, den 13-Jährigen in die Enge getrieben zu haben und eine Mitschuld an dessen Tod getragen zu haben. Ferner stellte sich die Frage, wie ein Polizeieinsatz dieser Größenordnung ohne Einsatzleitung durchgeführt werden konnte. Ein weiterer Kritikpunkt war das Verhalten des SEK, welches es gewöhnlichen Streifenpolizisten überließ, den bewaffneten Jugendlichen zu stellen, während dieser sich in der Gartenanlage aufhielt.
Die Humanistische Union forderte in einem offenen Brief an den damaligen NRW-Innenminister Herbert Schnoor eine „unvoreingenommene dienstliche und disziplinarrechtliche Untersuchung des Falls“. Ferner wurde in dem Brief die Frage gestellt, wie der Jugendliche an die Waffe geraten konnte und ob die Polizei den Grundsatz der Verhältnismäßigkeit der Mittel beachtet habe. Das Mitglied des Landtags von Nordrhein-Westfalen Horst Radtke stellte mehrere Fragen an die Landesregierung im Zusammenhang mit dem Fall des erschossenen Jugendlichen. Die Fragen zielten unter anderem darauf ab, zu klären, wie der Jugendliche ohne größere Probleme an die Waffe gelangen konnte und warum diese ungesichert war. Ein Mitglied der Bundesarbeitsgemeinschaft kritischer Polizistinnen und Polizisten vermerkte, dass die am Einsatz beteiligten Polizeibeamten seiner Meinung nach nicht dem Ausbildungsstand entsprechend gehandelt hätten. Es wäre durch die Feststellung der Personalien des Beifahrers möglich gewesen, den Flüchtigen zu ermitteln.
Nach dem Tod von Kemal C. erstattete die Familie Anzeige gegen zwei Polizeibeamte, die im Verdacht standen, den tödlichen Schuss abgegeben zu haben. Die Ermittlungen wegen des Verdachts auf fahrlässige Tötung wurden von der Staatsanwaltschaft im September 1989 eingestellt. Die Kugel, die den Jugendlichen tödlich getroffen hatte, war nicht mehr auffindbar und so konnte nicht ermittelt werden, welcher der beiden beschuldigten Polizeibeamten den zum Tode führenden Schuss abgefeuert hatte. Ferner wichen die Schilderungen der Zeugen so stark voneinander ab, dass keine Rückschlüsse mehr zu ziehen waren. Einige Tage nach dem tödlichen Vorfall im Stadtteil Frohnhausen kam es in Essen zu Demonstrationen gegen die Polizei. Eine Woche nach dem Vorfall versammelten sich bis zu 250 Demonstranten vor dem Essener Polizeipräsidium, um gegen den Polizeieinsatz im Fall des erschossenen Jugendlichen zu demonstrieren. Zur Demonstration hatten unter anderen Die Grünen aufgerufen, auf einem Flugblatt forderten sie die öffentliche Aufklärung des Polizeieinsatzes. Anfang September 1989 kam es wiederholt zu einer Demonstration durch die Essener Innenstadt, bei der die Frage nach der Notwehr als Grund für das Handeln der Polizei gestellt wurde.
Die Bundesarbeitsgemeinschaft Kritischer Polizistinnen und Polizisten sowie das Mitglied des Deutschen Bundestages Manfred Such stellten nach dem Einstellungsbeschluss der Staatsanwaltschaft Anzeige gegen den ermittelnden Staatsanwalt wegen des Verdachts auf Strafvereitelung im Amt.
Der damalige Essener Oberbürgermeister Peter Reuschenbach besuchte die Mutter des zu Tode gekommenen Jugendlichen.
Die Leiche des Jugendlichen wurde in der Türkei bestattet.
Im Anschluss an den Fall Kemal C. stellte sich die Frage, ob die damals verwendeten Holster für Polizeipistolen zu verbessern seien.

## Zeugenaussagen
Die Geschehnisse an der Gartenanlage wurden von einigen Augenzeugen unterschiedlich wiedergegeben. Laut Aussagen mehrerer Zeugen hielt der Jugendliche die Waffe zwar in einer Hand, aber beide Hände leicht nach oben, um sich zu ergeben, als dieser auf dem Gartendach stand. Er sei aufgefordert worden, stehen zu bleiben, woraufhin unmittelbar geschossen worden wäre. Insgesamt wurden 15 Zeugen vernommen. Die Aussagen der beiden Todesschützen wichen ebenfalls voneinander ab.
Der private Arbeitskreis Kemal C., der sich im Anschluss an die Ereignisse aus Ausländerbeirat, Jugendwerk der Arbeiterwohlfahrt und Grünen gebildet hatte, um die Ermittlungen zu unterstützen, äußerte den Verdacht, dass die Beamten während der Verfolgungsjagd auf den 13-jährigen Täter schossen, ohne zu versuchen, den Jugendlichen zur Aufgabe zu bewegen. Auch soll nach den tödlichen Schüssen noch ein weiterer Schuss gefallen sein. Der Arbeitskreis wies auf einen Zeugen hin, der die Geschehnisse von seiner Wohnung gegenüber der Gartenanlage aus beobachtet hatte und aussagte, dass Kemal C. nicht mehr bewaffnet gewesen sei, als die tödlichen Schüsse fielen. Der Jugendliche habe mit leicht erhobenen Armen auf der Gartenlaube gestanden, bevor er erschossen wurde. Der Zeuge legte der Polizei eine Aufnahme aus seiner Wohnung vor, auf der angeblich zu sehen sei, dass hinter den Polizisten keine Schaulustigen gestanden haben, als der Jugendliche auf dem Gartenhaus stand. Der Darstellung des Arbeitskreises zufolge, habe das Verhalten der Polizei den Jugendlichen in Panik versetzt. Des Weiteren kritisierte der Arbeitskreis, dass nicht alle Dienstwaffen untersucht wurden, die bei dem Polizeieinsatz eingesetzt wurden, und dass angeblich nicht alle Zeugenaussagen in die Ermittlungsakten eingegangen seien. Man habe nach Meinung des Arbeitskreises nicht genügend Versuche unternommen, dem Jugendlichen einen Ausweg aus der sich zuspitzenden Situation zu zeigen. Sowohl die Angaben des Arbeitskreises, als auch die der Polizei wurden von einer Anzahl von Zeugenaussagen bestätigt, aber auch durch einige andere widerlegt.
Vertreter von FDP und JU kritisierten in offenen Briefen, dass der Fall Kemal C. dazu missbraucht werde, um Hass gegen die Polizei zu schüren. Die Gewerkschaft der Polizei kritisierte, dass der Tod des Jugendlichen zu politischen Zwecken genutzt werde und dass mangelnde objektive Darstellungen zur moralischen Vorverurteilung der am Einsatz  beteiligten Polizeibeamten geführt hätten. Mitglieder der SPD äußerten, dass in einem Rechtsstaat die Entscheidungen der Staatsanwaltschaft akzeptiert werden müssten.